# Graffigny-Chemin
Graffigny-Chemin est une commune française située dans le département de la Haute-Marne, en région Grand Est.

## Géographie

### Hydrographie
La commune est dans le bassin versant de la Meuse au sein du bassin Rhin-Meuse. Elle est drainée par le ruisseau de la Prairie et le ruisseau de Malaincourt,.

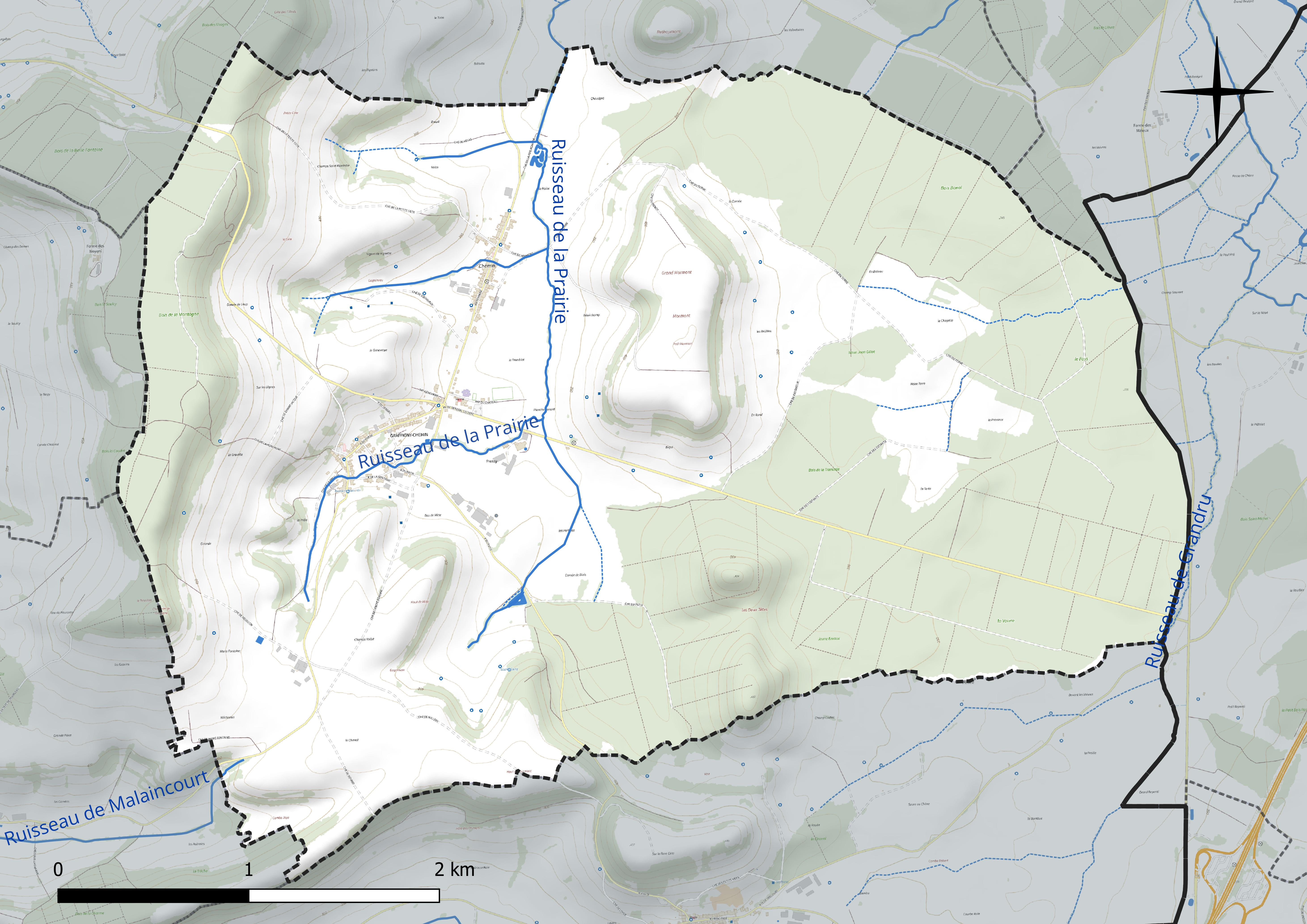
Réseau hydrographique de Graffigny-Chemin.

### Climat
Pour des articles plus généraux, voir Climat du Grand Est et Climat de la Haute-Marne.
En 2010, le climat de la commune est de type climat de montagne, selon une étude du Centre national de la recherche scientifique s'appuyant sur une série de données couvrant la période 1971-2000. En 2020, Météo-France publie une typologie des climats de la France métropolitaine dans laquelle la commune est exposée à un climat océanique altéré et est dans la région climatique  Lorraine, plateau de Langres, Morvan, caractérisée par un hiver rude (1,5 °C), des vents modérés et des brouillards fréquents en automne et hiver. 
Pour la période 1971-2000, la température annuelle moyenne est de 9,4 °C, avec une amplitude thermique annuelle de 16,9 °C. Le cumul annuel moyen de précipitations est de 1 006 mm, avec 13,9 jours de précipitations en janvier et 9,3 jours en juillet. Pour la période 1991-2020, la température moyenne annuelle observée sur la station météorologique de Météo-France la plus proche, « St Ouen-les-parey_sapc », sur la commune de Saint-Ouen-lès-Parey à 10 km à vol d'oiseau, est de 10,0 °C et le cumul annuel moyen de précipitations est de 806,8 mm. 
La température maximale relevée sur cette station est de 39,4 °C, atteinte le 25 juillet 2019 ; la température minimale est de −22 °C, atteinte le 20 décembre 2009,,. 
Les paramètres climatiques de la commune ont été estimés pour le milieu du siècle (2041-2070) selon différents scénarios d'émission de gaz à effet de serre à partir des nouvelles projections climatiques de référence DRIAS-2020. Ils sont consultables sur un site dédié publié par Météo-France en novembre 2022.

## Urbanisme

### Typologie
Au 1er janvier 2024, Graffigny-Chemin est catégorisée commune rurale à habitat dispersé, selon la nouvelle grille communale de densité à sept niveaux définie par l'Insee en 2022.
Elle est située hors unité urbaine et hors attraction des villes,.

### Occupation des sols
L'occupation des sols de la commune, telle qu'elle ressort de la base de données européenne d’occupation biophysique des sols Corine Land Cover (CLC), est marquée par l'importance des territoires agricoles (55,5 % en 2018), une proportion identique à celle de 1990 (55,5 %). La répartition détaillée en 2018 est la suivante : 
forêts (43,1 %), prairies (41,8 %), terres arables (6,9 %), zones agricoles hétérogènes (6,7 %), zones urbanisées (1,5 %). L'évolution de l’occupation des sols de la commune et de ses infrastructures peut être observée sur les différentes représentations cartographiques du territoire : la carte de Cassini (XVIIIe siècle), la carte d'état-major (1820-1866) et les cartes ou photos aériennes de l'IGN pour la période actuelle (1950 à aujourd'hui).

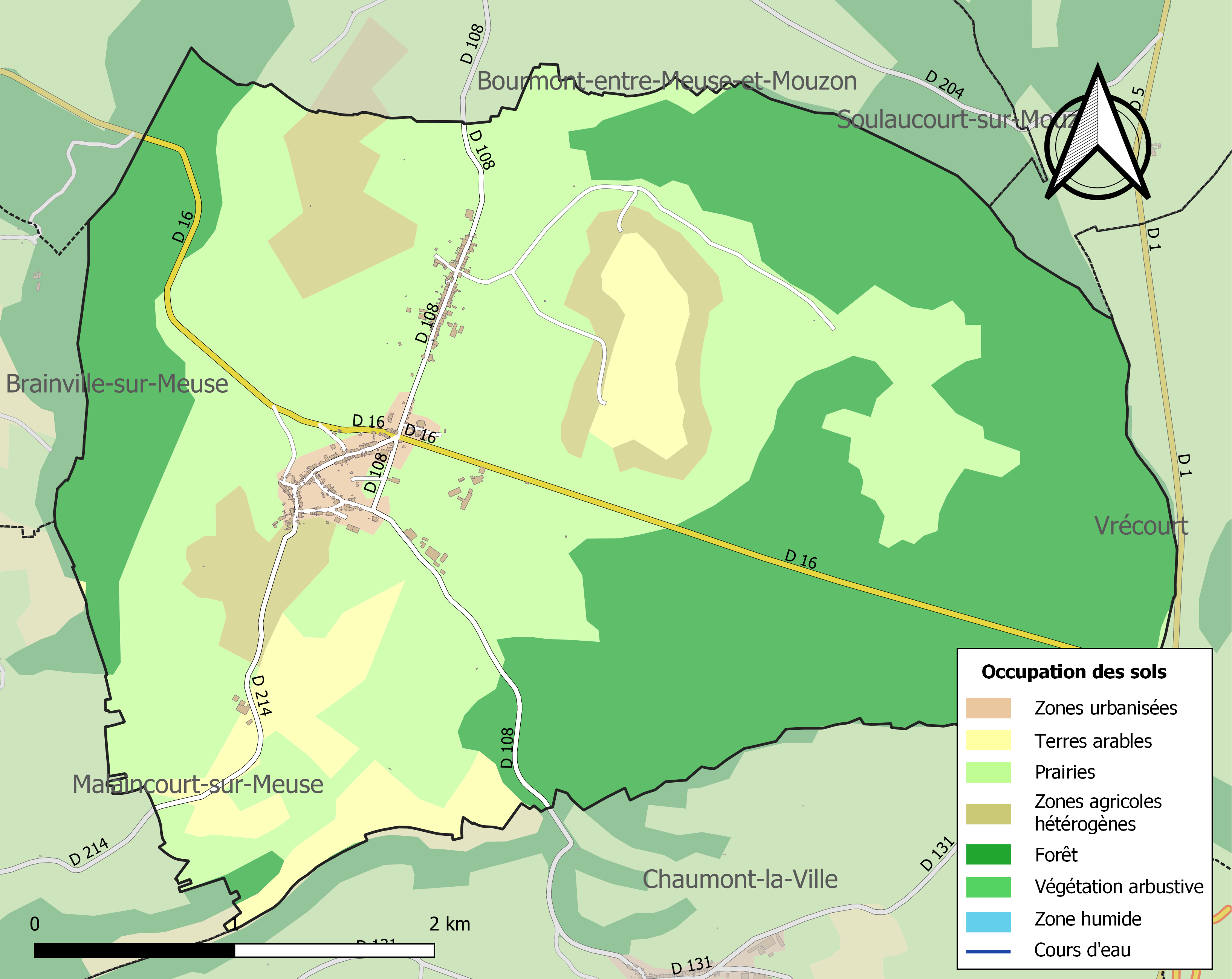
Carte des infrastructures et de l'occupation des sols de la commune en 2018 (CLC).

## Toponymie
Graffigny est attesté sous les formes Grefineium (1202) ; Graffineyum (1402) ; Graffigny (1608) ; Graffigny-Chemin (1886).

Chemin est le nom d'un hameau de la commune, de construction récente et attesté d'aucune forme ancienne.

Le mot chemin et toutes ses déformations, en particulier l'appellation « Grand Chemin », désignent souvent des voies romaines. Le toponyme a conservé le souvenir du passage d'une voie antique. Le hameau est entièrement bâti sur une voie romaine d’où son nom de « Chemin ». Sa population se composait principalement de marchands ambulants qui, petit à petit se fixèrent sur cette voie romaine et y construisirent des habitations à l'écart du village.
Gentilé, les habitant(e)s sont appelés les Gouris-Taitiens et les Gouris-Taitiennes.

## Histoire
Pendant la Seconde Guerre mondiale, la commune de Graffigny-Chemin est restée relativement tranquille car assez isolée. Cependant, au petit matin de la nuit du 23 juillet 1944, un avion Avro Lancaster de la Royal Air Force (RAF, armée de l'air britannique) de l'escadron 190 s'y est écrasé. L'avion faisait route vers une zone de largage près de Joinville (environ 50 km au nord-est de Graffigny) mais s’est perdu après avoir traversé un violent orage dans la région de Troyes (Aube). Alors que l'équipage tentait de déterminer sa position à basse altitude et dans des conditions de très faible visibilité, l'avion s'est écrasé sur la colline nommée « La Montagne » à proximité de Graffigny.
Cinq aviateurs et huit soldats britanniques du régiment des forces spéciales, la Special Air Service (SAS), décédèrent lors de l’accident et sont enterrés dans un cimetière local. Il y eut trois survivants. Les soldats de la SAS formaient un groupe de reconnaissance pour une opération de la SAS (Opération Rupert) qui visait à attaquer les lignes de communication allemandes sur le front de Normandie dans la région de Saint-Dizier. En plus des troupes, l'avion transportait des explosifs, des armes, des vivres et de l’argent destinés aux forces de la Résistance française.
Le navigateur de l'avion, le lieutenant Joseph Vinet, fut soigné à la Ferme des Noyers par une certaine madame Phillips qui vivait dans le village voisin de Brainville avec ses trois enfants. Madame Phillips était mariée avec un Anglais qui servait dans la RAF mais elle s'est retrouvée isolée à Brainville à la suite de l’occupation de la France en 1940. Le survivant de la SAS, le soldat Rex Boreham, fut soigné par madame Dauvoin et sa fille Bernadette à Graffigny.
Après avoir été examiné par le médecin de Bourmont, Dr Boin, les deux hommes furent rendus aux autorités plus tard le même jour à cause de la sévérité de leurs blessures. Ils passèrent six semaines dans un hôpital militaire à Chaumont avant d’être envoyés en Allemagne où ils furent emprisonnés pendant le reste de la guerre. Les deux furent bien traités par les forces de l'occupation allemande, dans le respect la Convention de Genève.
Le troisième survivant, le sergent-chef canadien Paul Bell, l’artilleur arrière de l’avion, fut légèrement blessé et passa les dix jours suivants dans le village voisin de Soulaucourt guérissant de ses blessures. Il partit ensuite vers la Suisse avec Tom Hervel (l’ingénieur de bord d’un bombardier Lancaster qui s’était écrasé non loin la semaine suivante). Cependant, avant d’atteindre la Suisse, ils furent libérés par l’avancée des troupes alliées et envoyés en Italie. Ils rentrèrent finalement chez eux en passant par l’Algérie et le Maroc et arrivèrent en Angleterre en septembre. Le sergent-chef Bell trouva la mort en mars de l’année suivante lorsque son avion, rentrant d’un vol d’entraînement, fut abattu à proximité de sa base par un avion allemand.
Les Maquisards avaient récupéré de l'épave de l'avion certains des approvisionnements destinés à la Résistance française et démontèrent les quatre mitrailleuses de la tourelle arrière de l'avion qui furent ensuite cachées dans la maison familiale des Dubois à Soulancourt. Lorsque les autorités allemandes en eurent vent, ils prirent des otages à Graffigny-Chemin et menacèrent de mettre le village à feu et d’en déporter les habitants. Une certaine madame Meine, veuve française d’un colonel allemand mort en 1911, vivait à Graffigny-Chemin. L'une des filles de madame Meine avait épousé un officier de l'armée de terre américaine dont elle avait fait la connaissance en 1918 lorsque le foyer familial des Meine avait été réquisitionné par l'armée américaine. Son autre fille épousa un diplomate allemand. Madame Meine intervint auprès des autorités et obtint la libération des otages et l’annulation de l’ordre d’incendier le village. Elle fut « récompensée » par une attaque à la grenade sur sa maison pendant la période de l'« Épuration » à la suite de la libération de la France, probablement à cause de ses connexions allemandes.
Joe Vinet visita Graffigny à trois occasion après la guerre. Sa visite la plus récente fut en 1999 lorsqu'il fut l'invité d'honneur à une cérémonie organisée à Graffigny-Chemin pour marquer le 55e anniversaire de l’accident. Rex Boreham était encore en vie en 2010. En 2009, le neveu de Rex Boreham se rendit au cimetière pour placer des fleurs sur la tombe des camarades de guerre de son oncle.

## Politique et administration
| Période                                  | Période  | Identité         | Étiquette      | Qualité |
| ---------------------------------------- | -------- | ---------------- | -------------- | ------- |
| mars 2001                                | 2014     | Michel Renaut    | Sans étiquette |         |
| avril 2014                               | En cours | François Martins | Sans étiquette |         |
| Les données manquantes sont à compléter. |          |                  |                |         |

## Population et société

### Démographie

#### Évolution démographique
L'évolution du nombre d'habitants est connue à travers les recensements de la population effectués dans la commune depuis 1793. Pour les communes de moins de 10 000 habitants, une enquête de recensement portant sur toute la population est réalisée tous les cinq ans, les populations de référence des années intermédiaires étant quant à elles estimées par interpolation ou extrapolation. Pour la commune, le premier recensement exhaustif entrant dans le cadre du nouveau dispositif a été réalisé en 2005.

En 2022, la commune comptait 198 habitants, en évolution de −14,29 % par rapport à 2016 (Haute-Marne : −4,62 %, France hors Mayotte : +2,11 %).
| 1793 | 1800 | 1806 | 1821 | 1831 | 1836 | 1841 | 1846 | 1851 |
| ---- | ---- | ---- | ---- | ---- | ---- | ---- | ---- | ---- |
| 780  | 916  | 897  | 717  | 871  | 811  | 805  | 790  | 824  |

| 1856 | 1861 | 1866 | 1872 | 1876 | 1881 | 1886 | 1891 | 1896 |
| ---- | ---- | ---- | ---- | ---- | ---- | ---- | ---- | ---- |
| 769  | 794  | 781  | 702  | 704  | 741  | 734  | 696  | 712  |

| 1901 | 1906 | 1911 | 1921 | 1926 | 1931 | 1936 | 1946 | 1954 |
| ---- | ---- | ---- | ---- | ---- | ---- | ---- | ---- | ---- |
| 688  | 645  | 591  | 505  | 468  | 440  | 417  | 435  | 433  |

| 1962 | 1968 | 1975 | 1982 | 1990 | 1999 | 2005 | 2006 | 2010 |
| ---- | ---- | ---- | ---- | ---- | ---- | ---- | ---- | ---- |
| 394  | 370  | 329  | 319  | 273  | 212  | 232  | 235  | 211  |

| 2015 | 2020 | 2022 | - | - | - | - | - | - |
| ---- | ---- | ---- | - | - | - | - | - | - |
| 229  | 206  | 198  | - | - | - | - | - | - |

#### Pyramide des âges
La population de la commune est relativement âgée.
En 2018, le taux de personnes d'un âge inférieur à 30 ans s'élève à 22,8 %, soit en dessous de la moyenne départementale (31,0 %). À l'inverse, le taux de personnes d'âge supérieur à 60 ans est de 42,2 % la même année, alors qu'il est de 31,8 % au niveau départemental.
En 2018, la commune comptait 114 hommes pour 109 femmes, soit un taux de 51,12 % d'hommes, largement supérieur au taux départemental (48,98 %).
Les pyramides des âges de la commune et du département s'établissent comme suit.
| Hommes | Classe d’âge | Femmes |
| ------ | ------------ | ------ |
| 1,0    | 90 ou +      | 2,0    |
| 13,3   | 75-89 ans    | 17,8   |
| 25,7   | 60-74 ans    | 24,8   |
| 17,1   | 45-59 ans    | 19,8   |
| 17,1   | 30-44 ans    | 15,8   |
| 14,3   | 15-29 ans    | 5,0    |
| 11,4   | 0-14 ans     | 14,9   |

| Hommes | Classe d’âge | Femmes |
| ------ | ------------ | ------ |
| 0,8    | 90 ou +      | 2,5    |
| 8,7    | 75-89 ans    | 12     |
| 20,5   | 60-74 ans    | 21,2   |
| 20,5   | 45-59 ans    | 20     |
| 16,8   | 30-44 ans    | 15,8   |
| 16,5   | 15-29 ans    | 13,6   |
| 16,2   | 0-14 ans     | 14,9   |

## Lieux et monuments

### Tour géodésique du Neuillon
Construite en 1902 par le Service Géographique de l'armée française au point culminant de la forêt (502m), cette cheminée géodésique a été utilisée à but de cartographie comme mire et support d'appareil azimutal ou théodolite.

### Église paroissiale Saint-Elophe-Saint-Christophe
Construite supposément au XVIIIe siècle, elle se situe sur l'ex-commune de Graffigny.

### Église paroissiale Saint-Nicolas
Probablement construite dans la première moitié du XIXe siècle. Elle se situe sur l'ex-commune de Chemin.

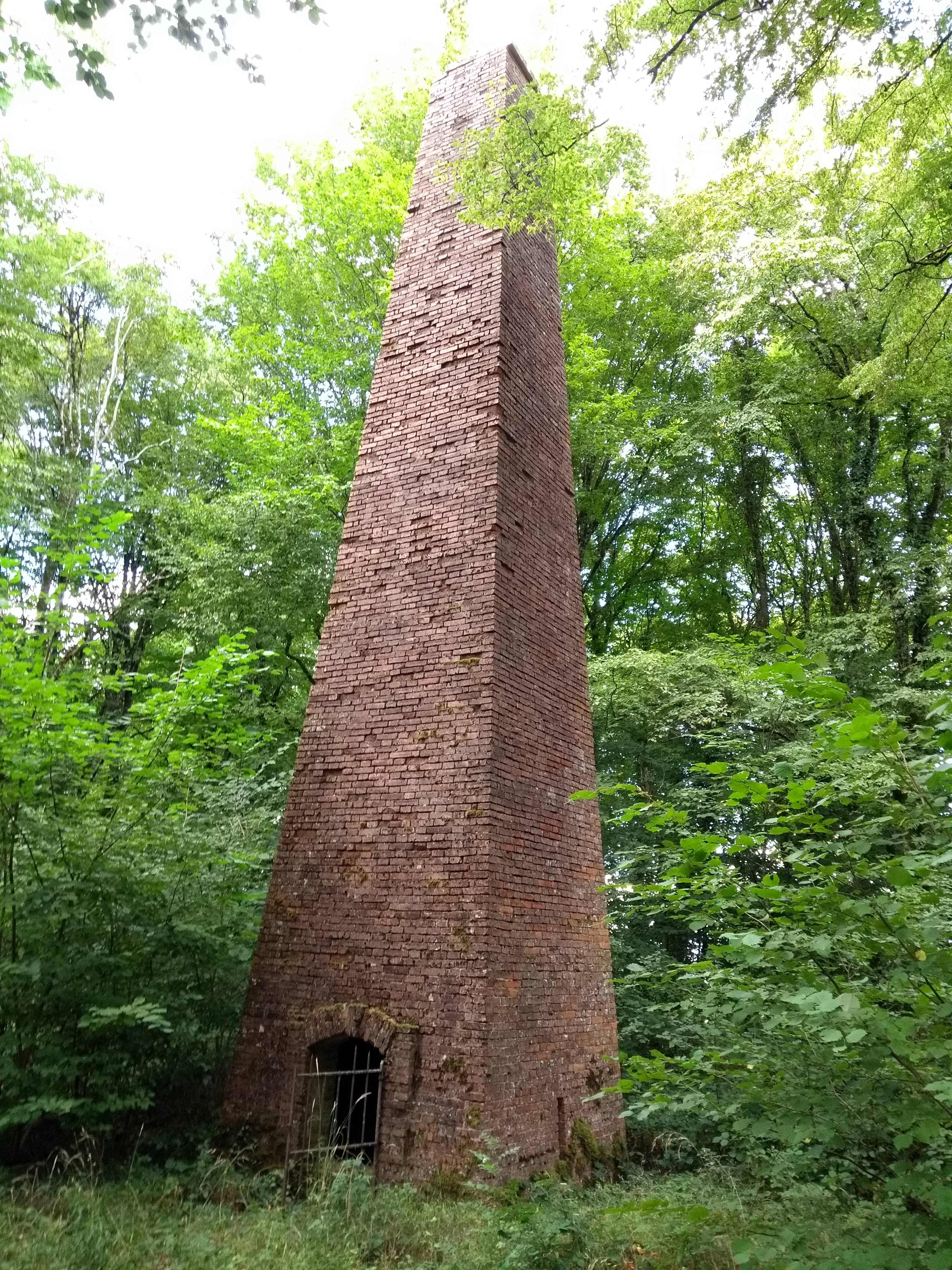
Tour géodésique du Neuillon
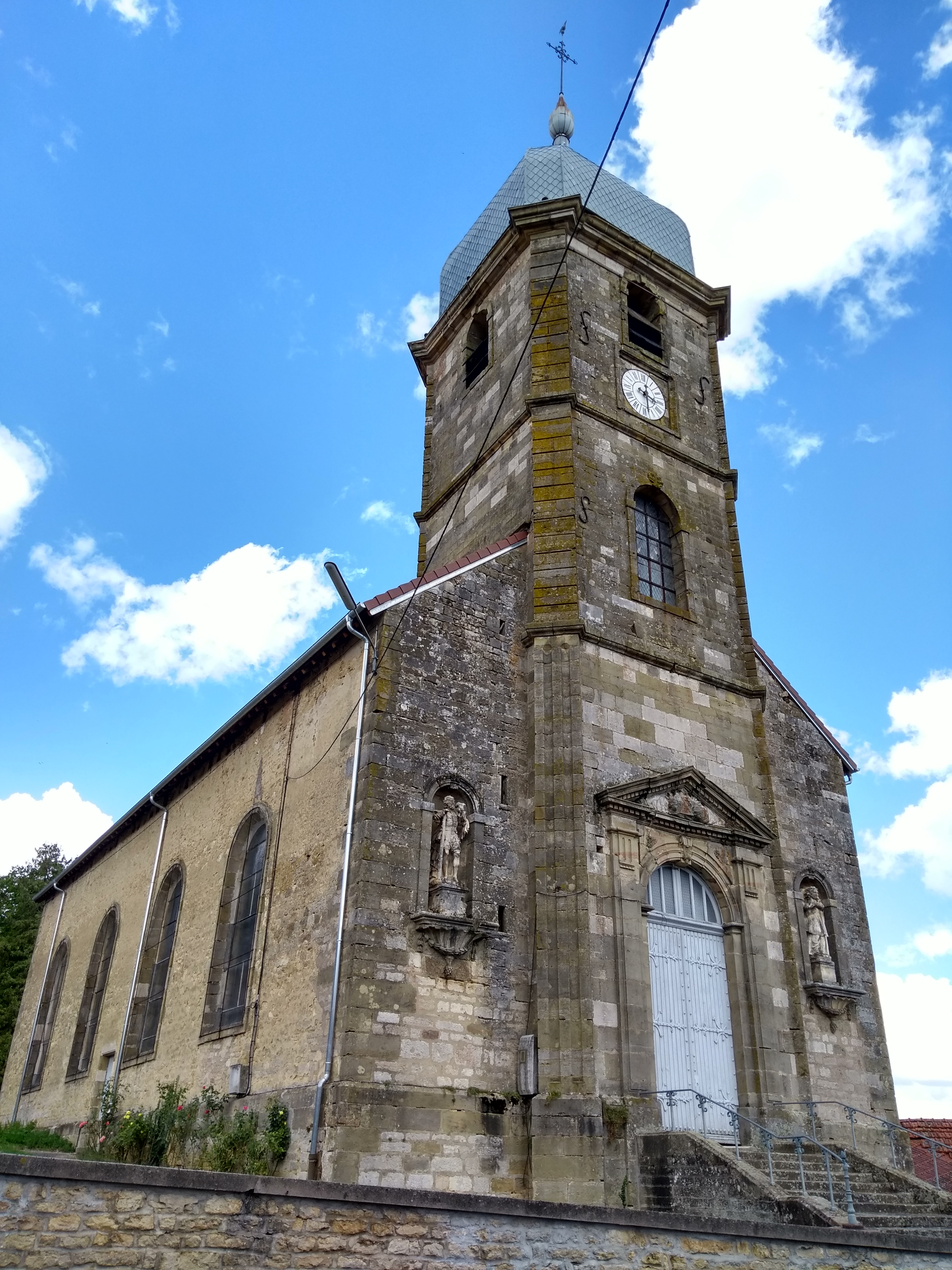
Église Saint-Elophe-Saint-Christophe

## Personnalités liées à la commune
- Henry de Graffigny (1863-1934), auteur très prolifique d'ouvrages scientifiques, littéraires, de science-fiction, de vulgarisation...